# NOW 11
Now (That's What I Call Music 11) er et dansk opsamlingsalbum udgivet 28. februar 2005 i kompilation-serien NOW Music.

## Spor
1. Brian McFadden: "Real To Me"
2. Usher & Alicia Keys: "My Boo"
3. Britney Spears: "My Prerogative"
4. Destiny's Child: "Lose My Breath"
5. Kylie Minogue: "I Believe in You"
6. Anastacia: "Welcome To My Truth"
7. Good Charlotte: "I Just Wanna Live"
8. Avril Lavigne: "Nobody's Home"
9. Jamie Cullum: "Everlasting Love"
10. Manic Street Preachers: "The Love Of Richard Nixon"
11. Maroon 5: "Sunday Morning"
12. Scissor Sisters: "Mary"
13. Blue: "Curtain Falls"
14. Daniel Bedingfield: "Nothing Hurts Like Love"
15. Majid: "What We Are"
16. Ashlee Simpson: "Pieces Of Me"
17. Natasha Bedingfield: "Unwritten"
18. Bertine Zetlitz: "Fake Your Beauty"
19. Lazyboy: "Underwear Goes Inside The Pants"
20. U2: "Vertigo"